# Spermatophylax
Die Spermatophylax ist ein proteinhaltiges Anhängsel an den Spermatophoren von Langfühlerschrecken (Ensifera). Die Spermatophylax ist evolutionär wahrscheinlich mindestens dreimal entstanden und findet sich heute bei den meisten Laubheuschrecken (Tettigoniidae) sowie einigen Echten Grillen (Gryllidae) und Haglidae. Viele weibliche Heuschrecken entfernen das Spermienpaket einige Zeit nach der Begattung und beginnen, es aufzufressen. Daher wird angenommen, dass die Spermatophylax ursprünglich dem Schutz des Spermienpakets diente. Dies konnte auch durch Experimente belegt werden, bei denen Spermienpakete ohne Spermatophylax auf Weibchen übertragen wurden, welche vollständig gefressen wurden, so dass eine Befruchtung ausblieb.
Bei einigen Arten weist die Spermatophylax auf Grund ihrer Größe und ihres Proteingehalts einen Nährwert auf, der deutlich über den hinausgeht, der notwendig wäre, um das Weibchen vom Fressen des Spermienpakets abzuhalten. In diesen Fällen konnte nachgewiesen werden, dass der Verzehr der Spermatophylax zu einem höheren Eigewicht und einer beschleunigten Entwicklung der Jungtiere führte, so dass die Produktion einer solch metabolisch aufwändigen Spermatophylax wahrscheinlich als männliche Investition in die Fitness des Nachwuchses dient.
Die genaue Ausprägung der Spermatophylax kann damit, abhängig von der entsprechenden Art, sowohl der Sexuellen Selektion im Rahmen einer Konkurrenz zwischen den Geschlechtern, als auch der natürlichen Selektion im Rahmen einer direkten Weitergabe der Fitness des Männchens an seine Nachkommen unterliegen.